# 1. Slovenska liga ameriškega nogometa 2019
La 1. Slovenska liga ameriškega nogometa 2019 è la settima edizione dell'omonimo torneo di football americano. La sua finale è denominata SloBowl VII.

## Squadre partecipanti
| Club                 | Città         | Stadio | Sponsor ufficiale | Risultato nella stagione 2018 |
| -------------------- | ------------- | ------ | ----------------- | ----------------------------- |
| Alp Devils           | Kranj         |        |                   |                               |
| Domžale Tigers       | Domžale       |        |                   |                               |
| Maribor Generals     | Maribor       |        |                   |                               |
| Murska Sobota Storks | Murska Sobota |        |                   |                               |

## Stagione regolare

### 1ª giornata
| Maribor 21 settembre 2019, ore 13:30 | Domžale Tigers | 22 – 6 | Alp Devils | Športni Park Tabor |

| Maribor 21 settembre 2019, ore 15:30 | Murska Sobota Storks | 12 – 18 (d.2t.s.) (0-6 0-0 6-0 0-0 6-6 0-6) | Maribor Generals | Športni Park Tabor |

### 2ª giornata
| Rateče 28 settembre 2019 | Domžale Tigers | 26 – 8 | Maribor Generals | Nordijski center Planica |

| Rateče 28 settembre 2019                         | Murska Sobota Storks | 18 – 0 | Alp Devils | Nordijski center Planica |
| Gerič ( TD ) Gerič ( TD ) Kocan ( TD ) Marcatori |                      |        |            |                          |
|                                                  |                      |        |            |                          |
| Gerič (TD) Gerič (TD) Kocan (TD)                 | Marcatori            |        |            |                          |

### 3ª giornata
| Bakovci 12 ottobre 2019 | Alp Devils | 14 – 27 | Maribor Generals | Nogometni Stadion |

| Bakovci 12 ottobre 2019 | Murska Sobota Storks | 0 – 32 | Domžale Tigers | Nogometni Stadion |

### Classifica
La classifica della stagione regolare è la seguente:
- PCT = percentuale di vittorie, G = partite giocate, V = partite vinte, P = partite perse, PF = punti fatti, PS = punti subiti

| Pos. | Squadra              | PCT   | G | V | P | PF | PS |
| ---- | -------------------- | ----- | - | - | - | -- | -- |
| 1    | Domžale Tigers       | 1.000 | 3 | 3 | 0 | 80 | 14 |
| 2    | Maribor Generals     | .667  | 3 | 2 | 1 | 53 | 52 |
| 3    | Murska Sobota Storks | .333  | 3 | 1 | 2 | 30 | 50 |
| 4    | Alp Devils           | .000  | 3 | 0 | 3 | 20 | 67 |

## Finali

### Finale 3º - 4º posto
| Domžale 23 novembre 2019, ore 17:00 | Murska Sobota Storks | - – - (annullata) | Alp Devils | Športni Park |

### SloBowl VII
| Domžale 23 novembre 2019, ore 19:00 | Domžale Tigers | 30 – 7 | Maribor Generals | Športni Park |

## Verdetti
- Domžale Tigers Campioni della Slovenia (1º titolo)